# Hiphi
Hiphi (teilweise HiPhi geschrieben) war eine chinesische Automobilmarke, die sich auf die Konstruktion und Entwicklung von Elektrofahrzeugen spezialisiert hatte.

## Geschichte
Hiphi wurde 2019 von dem ehemaligen General-Motors-China-Geschäftsführer Ding Lei als Marke des Unternehmens Human Horizons mit Hauptsitz in Shanghai gegründet und konzentrierte sich auf die Entwicklung von Fahrzeugen mit Elektroantrieb.
2018 und 2019 wurden insgesamt drei Konzeptfahrzeuge des Herstellers präsentiert.
Das erste Serienfahrzeug, der elektrisch angetriebene Hiphi X, wurde am 31. Juli 2019 vorgestellt und hat mit einem 97-kWh-Akkumulator eine Reichweite von bis zu 650 Kilometern nach CLTC. Das SUV hat serienmäßig Heck- und gegen Aufpreis Allradantrieb. Die Karosserie des sechssitzigen Hiphi X besteht aus Aluminium und Stahl. Die Auslieferungen der Baureihe begannen 2021.
Im August 2022 führte Hiphi auf der Chengdu Auto Show mit dem Hiphi Z ein zweites Modell ein, das als Gran Turismo mit Selbstmördertüren konzipiert wurde. Die Produktion startete im Dezember 2022. Ein 120-kWh-Akkumulator ermöglicht eine Reichweite von 705 Kilometern nach CLTC.
Das dritte Modell der Marke ist das SUV Hiphi Y. Es debütierte im Februar 2023.
Im November 2023 wurde mit dem A das leistungsstärkste Modell von Hiphi vorgestellt.
Im April 2023 erhielt der Hersteller die Zulassung, um in der Europäischen Union Fahrzeuge verkaufen zu dürfen. Die erste Niederlassung wurde im September 2023 am Flughafen München eröffnet. Zunächst wurden X und Z exportiert; der Hiphi Y sollten später folgen.
Nach Meldungen über verzögerte und gekürzte Gehaltszahlungen wurde die Produktion jeglicher Modelle der Marke im Februar 2024 eingestellt. Im August 2024 meldete Human Horizons Insolvenz an.

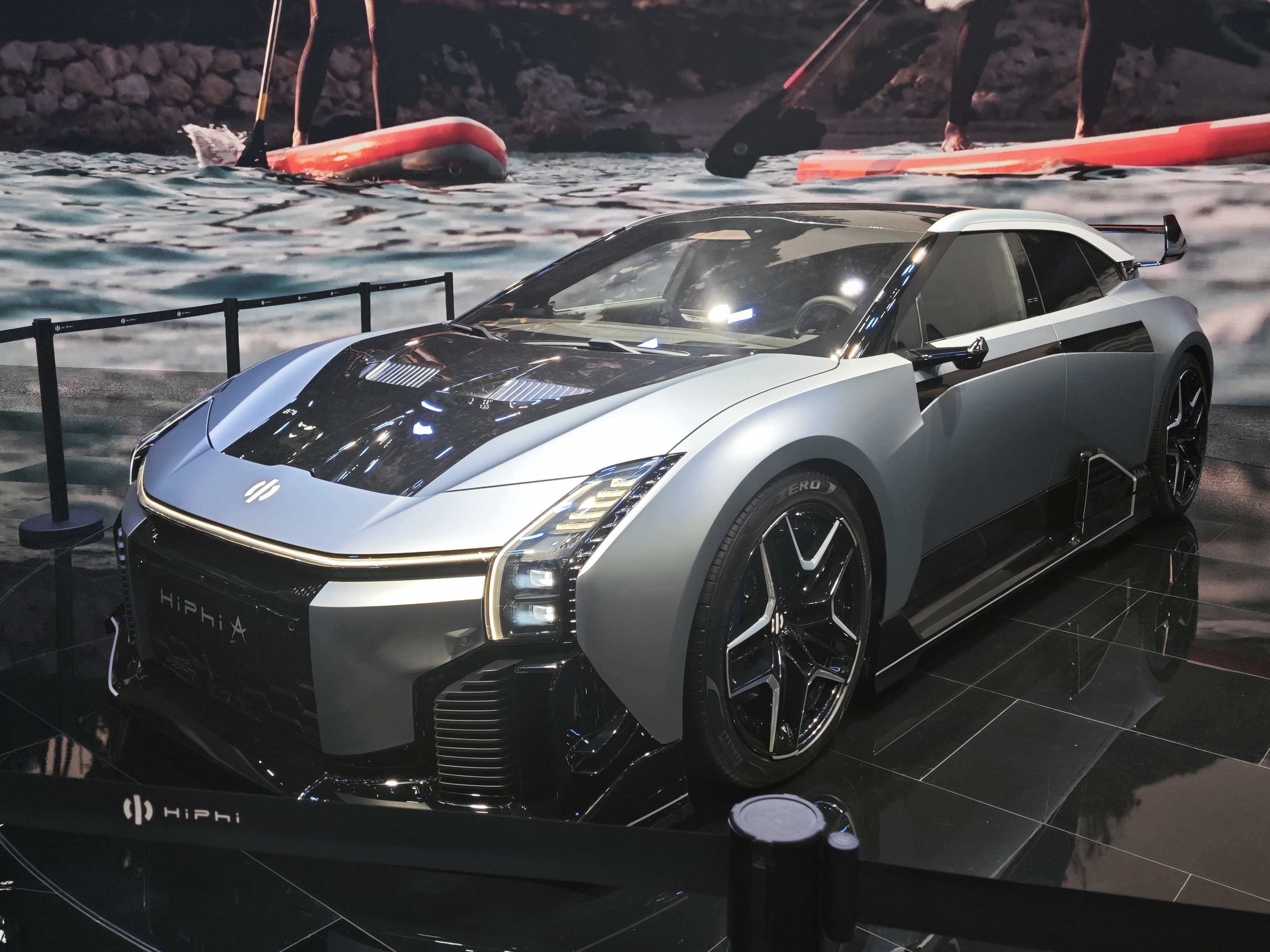
Hiphi A
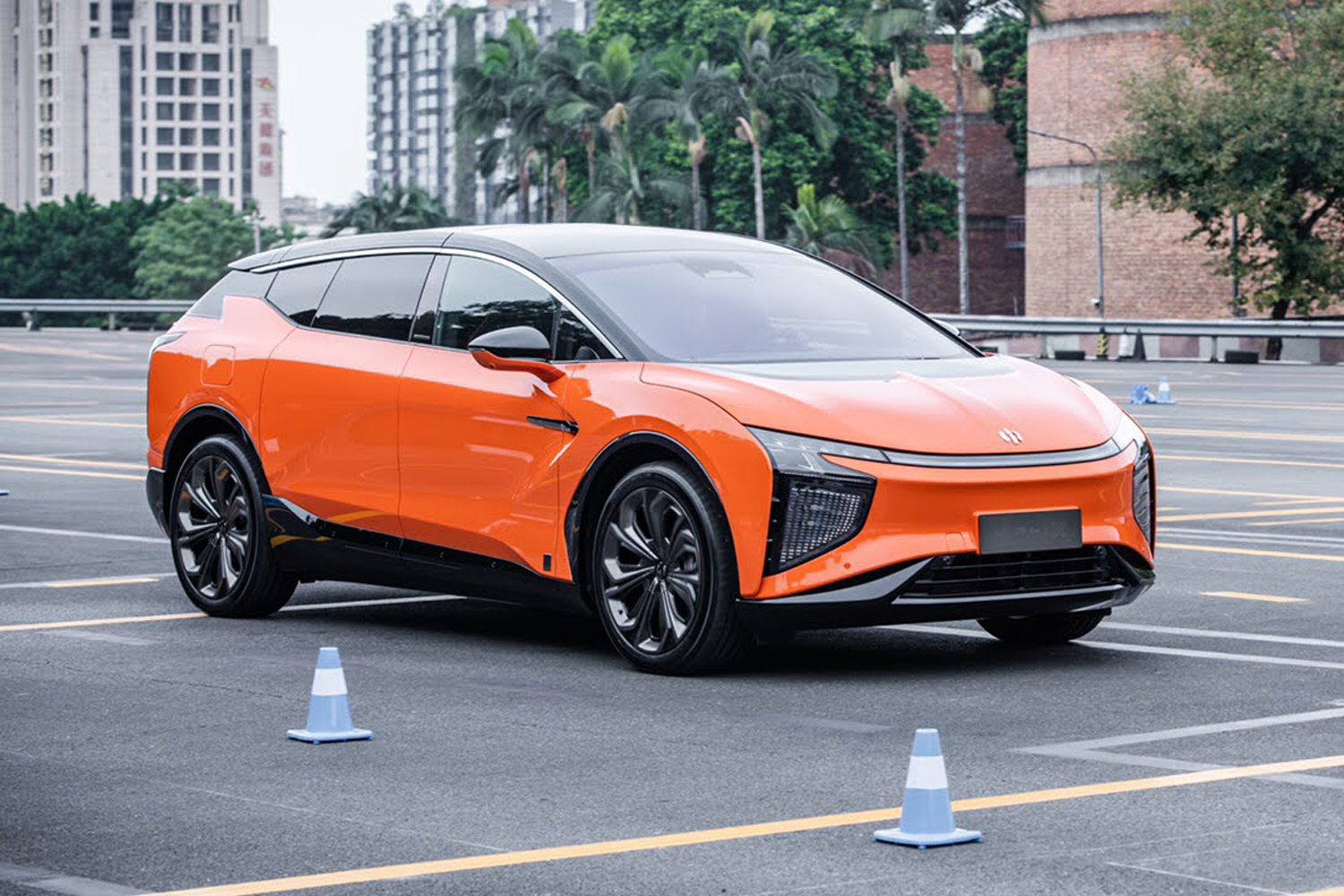
Hiphi X
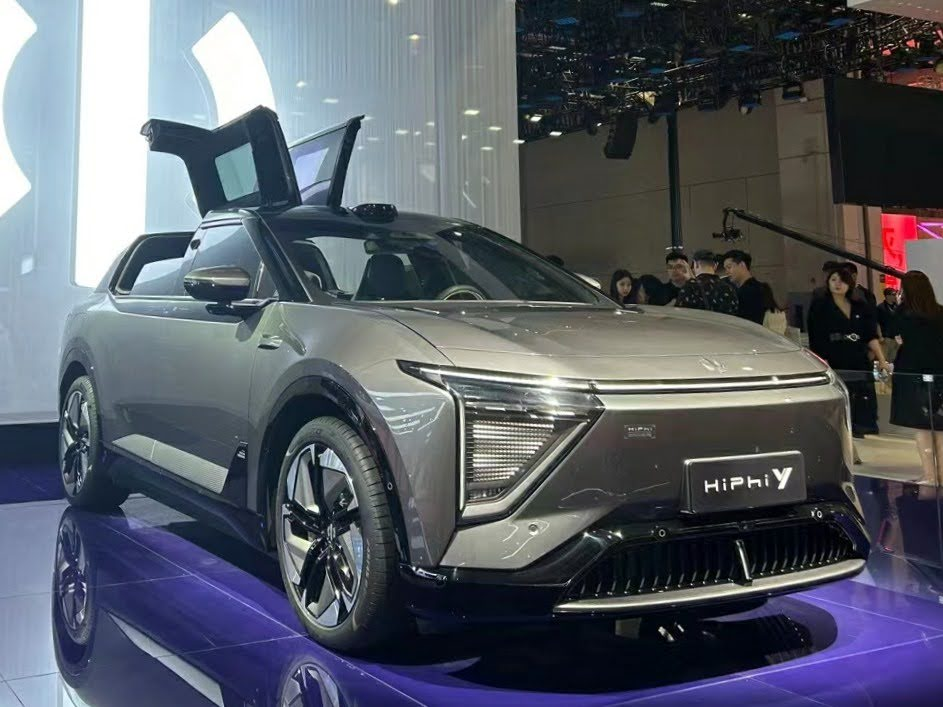
HiPhi Y
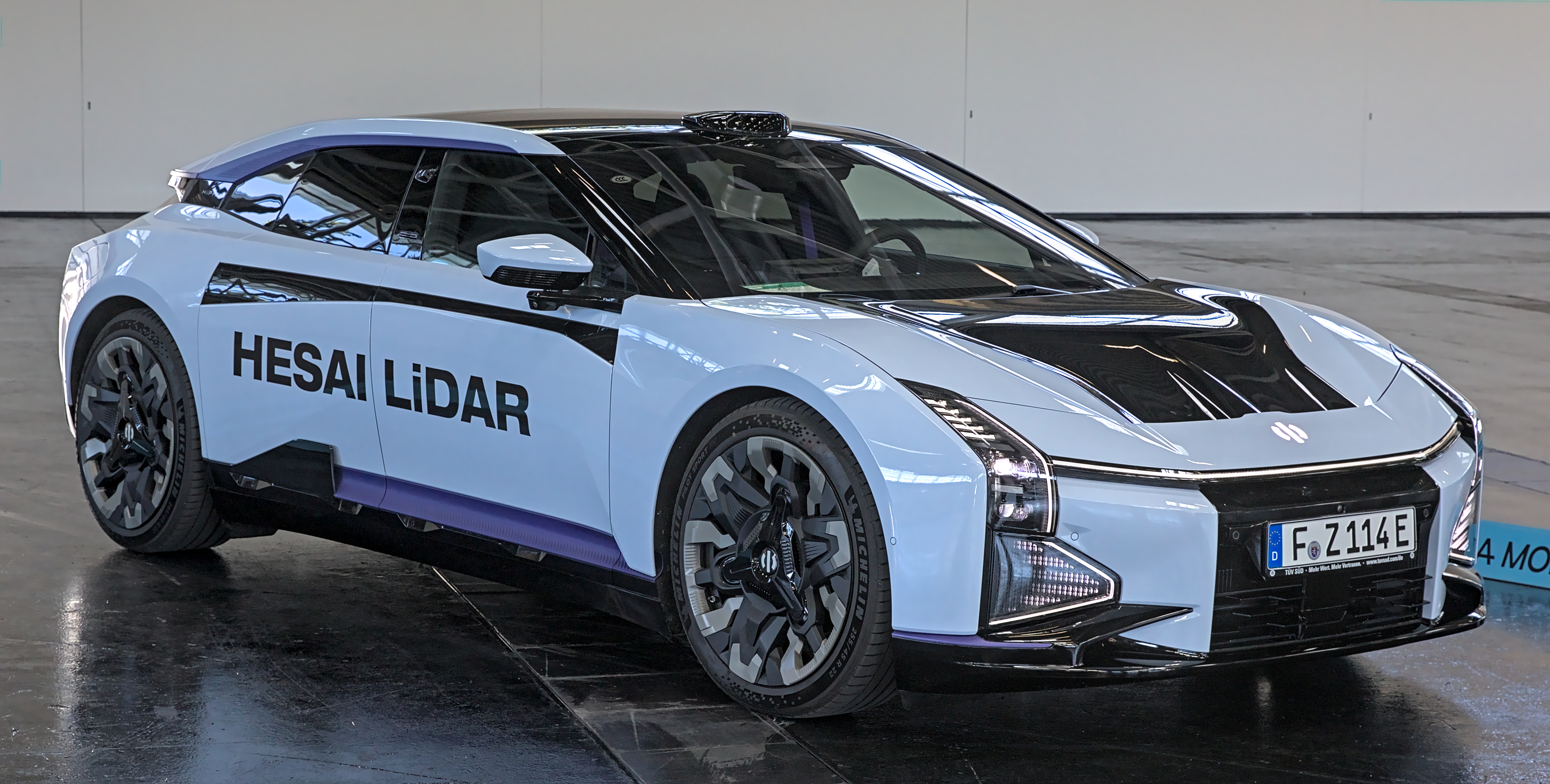
Hiphi Z